# Boros Béni
Zelenei Boros Béni, Boross (Arad, 1839. április 7. – Arad, 1896. április 15.) mérnök, vasúti igazgató és országgyűlési képviselő, pártelnök.

## Élete
Iskoláit szülővárosában, Bécsben és Prágában végezte. Gazdászati, gépészeti, mechanikai, technológiai és mérnöki tanulmányai után 1860-ban Pécskára ment a kincstárhoz. 1861-ben Arad város tiszt. mérnöke; 1862-ben Csongrád vármegye főmérnöke; 1862-64-ben az alföldi-fiumei vasútvonalnál, az érmelléki hajózó- és öntöző csatornánál. 1865-ben az erdélyi vasútnál volt alkalmazva. 1866-ban állami szolgálatba lépett, melyet 1870-ben elhagyott és az arad-temesvári vasút I. oszt. főmérnöke lett. 1871-ben az erdélyi vasút, 1872-ben a magyar keleti vasút főmérnöke lett. 1875-ben megalakulván az arad-kőrös-völgyi vasút-társulat, annak igazgató tanácsába beválasztatott, tervét is ő készítette és keresztülvitelét ő eszközölte. Az 1887-ben tartott milánói vasúti kongresszuson mint egyik alelnök szerepelt és a szeptember 21-iki ülésen előadást is tartott. Az országgyűlésbe 1878-ban a Egyesült Ellenzék, majd 1887-től a borosjenői kerületben haláláig a Szabadelvű Párt képviselője volt.

## Munkái
- Az Arad-Körösvölgyi vasut tervezete. Arad, 1875.
- Az arad-körösvölgyi vasut ismertetése. Bpest, 1879.
- Vasutaink csoportosítása és a vasuti tarifák. Arad, 1880.